# Алименты
Алиме́нты (от лат. alimentum — иждивение, содержание) — средства (деньги) для питания (содержания), которые закон обязывает выплачивать одного из супругов другому, родителя — несовершеннолетнему ребёнку, взрослого ребёнка — пожилому родителю, и т. д. Могут выплачиваться или перечисляться добровольно или принудительно, в судебном порядке.
Алименты — это материальное обеспечение, предоставляемое по закону родственником, отдельно живущим нетрудоспособным членам семьи (детям, родителям и т. п.).
Виды и формы установлены законодательствами соответствующих стран.
В России установление и порядок судебного взыскания алиментов предусмотрены в Семейном кодексе РФ. Иски об их взыскании могут быть предъявлены истцом в суд по месту его жительства (что является исключением) или, как обычно, по месту жительства ответчика.
Если в организацию пришёл судебный исполнительный лист на работника, имеющего задолженность по алиментам на содержание ребёнка, то бухгалтер обязан произвести удержания из заработной платы должника.
Перечень видов заработной платы и иного дохода, из которых производится удержание алиментов на несовершеннолетних детей, утверждён постановлением Правительства РФ от 18.07.96 № 841.
Виды доходов, с которых алименты не удерживаются, перечислены в статье 101 Федерального закона от 02.10.2007 № 229-ФЗ «Об исполнительном производстве».
- 1 февраля 2019 года Конституционный суд РФ признал незаконным взыскание алиментов с некоторых видов выплат работникам[2].

## Статистика
В 2012 году правом на получение алиментов в России обладали 3 млн. 200 тыс. детей, из них 2 млн. 100 тыс. детей алиментов не получают. По словам спикера Совета Федерации РФ Валентины Матвиенко, в 2020 году общий долг по алиментам составил 156 млрд рублей.

## Государственная пошлина
В соответствии с подпунктом 2 пункта 1 статьи 333.36 Налогового кодекса РФ истцы по искам о взыскании алиментов от уплаты государственной пошлины освобождаются.
Налог с получения алиментов не взимается, поскольку законодательство не рассматривает данный вид выплат как источник дохода.

## Размер алиментов в России
Семейный кодекс России (СК РФ) устанавливает следующие размеры алиментов: 
- Сумма алиментов на 1 ребёнка составляет 1/4 или 25 % от доходов плательщика;
- Алименты на двоих детей устанавливается в размере 1/3 или 33,3 % от дохода;
- На 3 и более детей выплата составляет 1/2 или 50 % от доходов родителя.[5]

Кроме того, по решению суда размер алиментов может быть установлен в твёрдой денежной сумме; например, в случае нерегулярного дохода у родителя, обязанного платить алименты, или если получаемый им доход — в неденежном (натуральном) виде (ст. 83 СК РФ).
Кроме того, согласно Семейному кодексу РФ, в зависимости от величины доходов, как плательщика, так и получателя алиментов, степени нуждаемости в них получателя и иных заслуживающих внимания обстоятельств, размер алиментов может быть увеличен или уменьшен (в т. ч. до нуля) судом по сравнению с размерами, указанными в СК РФ. Как и размер пени за неуплату, просрочку алиментных платежей. Уменьшение или отмена накопившейся пени — при условии, что плательщик добросовестно приступил к погашению задолженности.
Размер алиментов по соглашению (между плательщиком и получателем) об их размере не может быть меньше указанного в Семейном кодексе РФ.

### Индексация алиментов
В соответствии с действующим законодательством алименты подлежат перерасчёту — индексированию, то есть прописанному порядку их повышения в размере, которое направлено на возмещение (полное или же частичное) подорожания потребительской категории товаров и услуг.
Алименты в твёрдой денежной сумме индексируются пропорционально росту минимального размера оплаты труда. С 1 мая 2018 года размер МРОТ составляет 11'163 рубля в месяц.

## Алиментный фонд
Идею создания алиментного фонда в 2011 высказала депутат Государственной Думы РФ Елена Николаева. Суть его в том, что на период розыска лиц, уклоняющихся от выплаты алиментов на содержание ребёнка, государство должно взять эти выплаты на себя и осуществлять их из специального фонда с последующим взысканием с должников всех расходов по содержанию ребёнка.
22 ноября 2011 года на совещании у Президента Дмитрия Медведева Владимир Путин поручил правительству изучить вопрос создания специального фонда по выплате алиментов нуждающимся семьям на время поиска должника.

## Прекращение и окончание исполнительного производства
Исполнительное производство о взыскании алиментов прекращается судебным приставом-исполнителем в случаях:
1. принятия судом акта о прекращении исполнения выданного им исполнительного документа;
2. принятия судом отказа взыскателя от взыскания;
3. утверждения судом мирового соглашения между взыскателем и должником;
4. отмены судебного акта, на основании которого выдан исполнительный документ;
5. отмены или признания недействительным исполнительного документа, на основании которого возбуждено исполнительное производство[8].

### Основания прекращения исполнительного производства
Исполнительное производство прекращается судом.
К исполнительным производствам о взыскании алиментов относится:
а) прекращение в случае смерти взыскателя-гражданина (должника-гражданина);
б) объявления его умершим;
в) признания безвестно отсутствующим, если установленные судебным актом, актом другого органа или должностного лица требования или обязанности не могут перейти к правопреемнику и не могут быть реализованы доверительным управляющим, назначенным органом опеки и попечительства.
Необходимость прекращения исполнительных производств данной категории в связи со смертью должника.

### Последствия прекращения исполнительного производства
Выступает отмена всех назначенных судебным приставом-исполнителем мер принудительного исполнения, в том числе ареста имущества, а также установленных для должника ограничений.
После прекращения исполнительного производства, в предусмотренных ч. 2 ст. 44 ФЗ «Об исполнительном производстве» случаях, судебный пристав-исполнитель возбуждает исполнительное производство по не исполненным постановлениям о взыскании с должника расходов по совершению исполнительных действий и исполнительского сбора. В таком случае ограничения, установленные для должника, сохраняются в том объёме, который необходим для исполнения вновь возбуждённого исполнительного производства.
Исполнительный документ, по которому исполнительное производство прекращено, остаётся в материалах прекращённого исполнительного производства и не может быть повторно предъявлен к исполнению.
Стоит отметить, что исполнительные производства, возбуждённые и оконченные в один и тот же день, в практике не являются редкостью.

### Окончание исполнительного производства
В отличие от прекращения — окончание исполнительного производства является менее трудоёмкой процедурой со стороны судебного пристава-исполнителя и осуществляется по его инициативе.
Основной способ окончания исполнительного производства напрямую связан с наиболее применимой при взыскании алиментов мерой принудительного исполнения, то есть с обращением взыскания на периодические платежи должника.
В случае окончания исполнительного производства, в отличие от прекращения, исполнительный документ может быть вновь предъявлен к исполнению в течение срока предъявления исполнительного документа, то есть в течение трёх лет.

### Соотношение прекращения и окончания исполнительного производства
Согласно позиции, изложенной В. А. Гуреевым и В. В. Гущиным, нынешнее законодательство недостаточно чётко разграничивает институты прекращения и окончания исполнительного производства, ограничиваясь лишь простым перечислением оснований.

### Обратное взыскание алиментов
В порядке исключения возможно лишь обратное взыскание алиментов, полученных в результате умышленных виновных действий самого получателя:
1. представления поддельных или подложных документов;
2. сообщения ложных сведений;
3. принуждения плательщика алиментов к заключению соглашения об их уплате с помощью обмана, угроз или насилия.

Обратное взыскание алиментов возможно лишь по решению суда об отмене судебного решения о взыскании алиментов:
1. в связи с сообщением получателем ложных сведений или представлением им подложных документов;
2. о признании соглашения об уплате алиментов недействительным как заключённого под влиянием насилия, обмана или угроз;
3. по приговору суда по уголовному делу, устанавливающему факт подделки решения суда, соглашения об уплате алиментов или исполнительного листа, по которым выплачивались алименты.